# Gumhöjden
Gumhöjden is een plaats in de gemeente Hagfors in het landschap Värmland en de provincie Värmlands län in Zweden. De plaats heeft 52 inwoners (2010) en een oppervlakte van 22 hectare.

## Verkeer en vervoer
Vroeger had het dorpje, dat bij de splitsing van de länsväg 245 en länsväg 246 ligt, een station aan de spoorlijn Hagfors - Filipstad. Deze spoorlijn werd in 1990 in zijn geheel opgeheven.

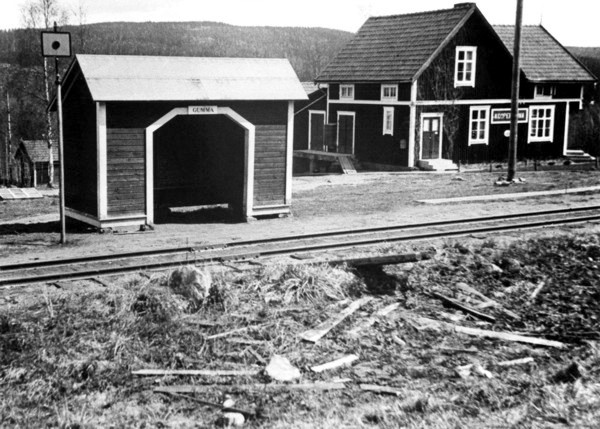
Station Gumma in het dorpje Gumhöjden in 1935.